# 21396 Фішер-Івс
21396 Фішер-Івс (21396 Fisher-Ives) — астероїд головного поясу, відкритий 20 березня 1998 року.
Тіссеранів параметр щодо Юпітера — 3,509.